# Lomilla
Lomilla ist ein spanischer Ort in der Provinz Palencia der Autonomen Gemeinschaft Kastilien und León. Zur ehemals selbständigen Gemeinde gehörten die Dörfer Valoria de Aguilar und Olleros de Pisuerga. Diese kamen mit Lomilla in den 1970er Jahren zu Aguilar de Campoo. Lomilla befindet sich sechs Kilometer südöstlich vom Hauptort der Gemeinde.

## Sehenswürdigkeiten
- Spätromanische Kirche San Esteban, erbaut im 13. Jahrhundert
- Zwei Kilometer westlich des Ortes befinden sich die Reste der Kirche San Vicente, die zum Weiler Villalaín gehörte.

## Weblinks

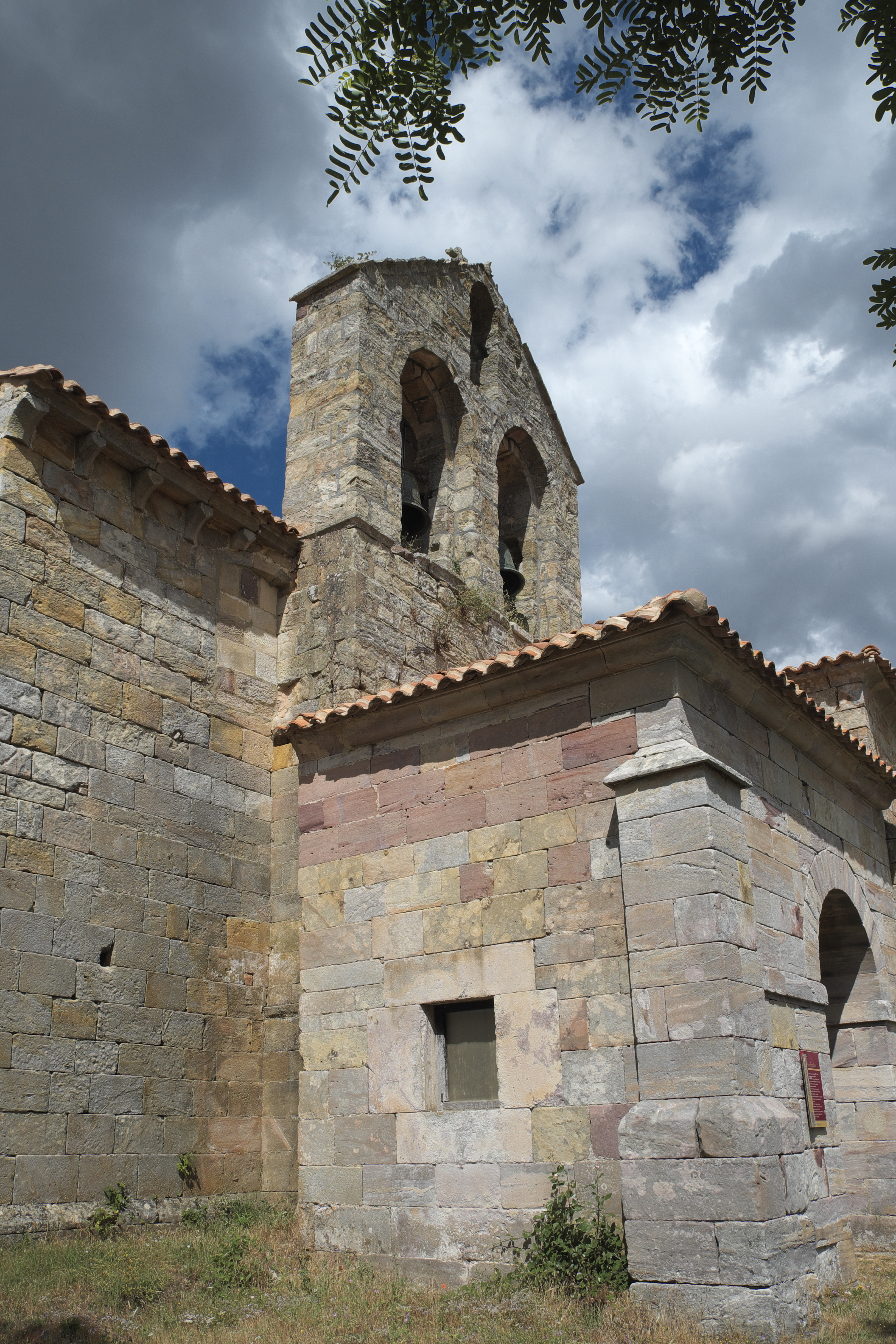
Kirche San Esteban